# Adermatoglifia
A adermatoglifia é um transtorno ou desordem genética que consiste na ausência de impressões digitais.
Este transtorno é uma anomalia muito rara de origem genética. Um estudo do Hospital Universitário de Basileia (Suíça) e da Universidade de Tel Aviv, em (Israel) sobre o perfil genético de nove indivíduos suíços afetados pelo problema comparados com os perfis de outros sete familiares completamente sãos concluiu que essa doença se deve a uma mutação ou erro no gene SMARCAD1.  Esse gene possui também um importante papel regulador na expressão de vários genes relacionados com o desenvolvimento e o erro genético causa também uma menor produção menor de glândulas sudoríparas, característica compartilhada por todos os indivíduos afetados.